# Mohamed Khalil Jendoubi
Mohamed Khalil Jendoubi (arabe : محمد خليل الجندوبي), né le 1er juin 2002 à Tebourba, est un taekwondoïste tunisien.

## Carrière
Mohamed Khalil Jendoubi se fait connaître par ses premiers succès acquis dans les catégories jeunes, en décrochant la médaille d'or aux épreuves des moins de 48 kg aux Jeux africains de la jeunesse de 2018 à Alger et la médaille de bronze aux Jeux olympiques de la jeunesse de 2018 à Buenos Aires.
En 2019, il participe aux Jeux africains à Rabat, au Maroc, où il remporte la médaille d'or dans la catégorie des 54 kg.
En 2021, il continue de s'illustrer sur le continent africain en remportant la médaille d'or dans la catégorie des 58 kg aux championnats d'Afrique à Dakar, au Sénégal.
La même année, Mohamed Khalil Jendoubi concourt aux Jeux olympiques à Tokyo, au Japon. Il y remporte la médaille d'argent dans la catégorie des 58 kg, s'affirmant ainsi sur la scène internationale,,.
En 2022, Mohamed Khalil Jendoubi démontre remporte la médaille d'or des 58 kg aux championnats d'Afrique à Kigali, au Rwanda. Sur sa lancée, il remporte la médaille de bronze des championnats du monde à Guadalajara, au Mexique. Le 4 novembre de la même année, il prend la tête du classement mondial des joueurs de taekwondo selon le classement de la Fédération mondiale de taekwondo, devant Vito Dell'Aquila et Jang Jun.
L'année 2023 est particulièrement fructueuse pour Mohamed Khalil Jendoubi, qui remporte la médaille d'or des 63 kg aux Jeux africains à Accra, au Ghana, ainsi qu'une autre médaille d'or dans la même catégorie aux championnats d'Afrique à Abidjan, en Côte d'Ivoire.
En 2024, il ajoute une nouvelle médaille à son palmarès en décrochant la médaille de bronze des moins de 58 kg aux Jeux olympiques de Paris, en France.

## Palmarès

### Jeux olympiques
- Médaille d'argent des 58 kg des Jeux olympiques 2020 à Tokyo (Japon).
- Médaille de bronze des 58 kg des Jeux olympiques 2024 à Paris (France).

### Championnats du monde
- Médaille de bronze des 58 kg des championnats du monde 2022 à Guadalajara (Mexique).

### Grand Prix[13]
| Édition | Poids | GP 1        | GP 2         | GP 3              | GP Final      |
| ------- | ----- | ----------- | ------------ | ----------------- | ------------- |
| 2022    | 58 kg | Argent Rome | Argent Paris | Argent Manchester | Argent Riyad  |
| 2023    | 58 kg | - Rome      | Bronze Paris | Or Taiyuan        | 4e Manchester |

### Jeux africains
- Médaille d'or des 54 kg des Jeux africains de 2019 à Rabat (Maroc).
- Médaille d'or des 63 kg des Jeux africains de 2023 à Accra (Ghana).

### Championnats d'Afrique
- Médaille d'or des 58 kg des championnats d'Afrique 2021 à Dakar (Sénégal).
- Médaille d'or des 58 kg des championnats d'Afrique 2022 à Kigali (Rwanda).
- Médaille d'or des 63 kg des championnats d'Afrique 2023 à Abidjan (Côte d'Ivoire).

## Distinctions
- Commandeur (20 août 2021[14]) puis élevé au grade de grand officier (16 août 2024[15]) de l'ordre national du Mérite (Tunisie).